# The Rugby Championship 2013
The Rugby Championship 2013 – druga edycja The Rugby Championship, corocznego turnieju w rugby union rozgrywanego pomiędzy czterema najlepszymi zespołami narodowymi półkuli południowej – Argentyną, Australią, Nowej Zelandią i RPA. Turniej odbywał się systemem ligowym pomiędzy 17 sierpnia a 5 października 2013 roku.
Wliczając turnieje w poprzedniej formie, od czasów Pucharu Trzech Narodów, była to osiemnasta edycja tych zawodów.
W połowie stycznia 2013 roku ustalono terminarz rozgrywek. Na początku lipca ogłoszono, iż mecz RPA z Argentyną zostanie przeniesiony na FNB Stadium w Johannesburgu, zostając tym samym częścią dnia sportu upamiętniającego Nelsona Mandelę. Przed tym meczem odbyło się m.in. towarzyskie spotkanie piłkarskich reprezentacji gospodarzy i Burkiny Faso.
Sędziowie zawodów zostali wyznaczeni 8 lipca 2013 roku, ze zmianą pod koniec sierpnia – Alain Rolland został zastąpiony przez Nigela Owensa. Po raz pierwszy zostali wyznaczeni neutralni arbitrzy telewizyjni, podczas tego turnieju zostały również wprowadzone nowe zasady dotyczące młynów oraz powtórek telewizyjnych dla głównego arbitra.
Wallabies do turnieju przystępowali z wielkimi nadziejami, jednak postawa nowych zawodników nie uzasadniła tych oczekiwań, bowiem Nowozelandczycy odnieśli wysokie zwycięstwo, m.in. dzięki hat trickowi Bena Smitha. Podobnie reprezentanci RPA zdeklasowali Pumas, odnosząc nad nimi rekordowe zwycięstwo różnicą sześćdziesięciu punktów.
Również rewanżowe spotkania zakończyły się zwycięstwami tych zespołów, jednak z mniejszymi przewagami. W setnym meczu Tony’ego Woodcocka All Blacks utrzymali Bledisloe Cup, a Ben Smith zdobył kolejne dwa przyłożenia, zaś u siebie Argentyńczycy do końca walczyli o zwycięstwo ze Springboks prowadzenie oddając dopiero w siedemdziesiątej minucie i ulegając ostatecznie pięcioma punktami. Już po meczu przed komisją dyscyplinarną stanęło dwóch południowoamerykańskich zawodników za gryzienie i atak na oczy, pierwszy wniosek został przyjęty, a drugi oddalony.
Trzecia kolejka rozpoczęła się meczem, w którym Dan Carter jako pierwszy zawodnik w historii przekroczył barierę 1400 punktów, a w niesprzyjających szybkiej grze warunkach All Blacks z problemami pokonali reprezentantów Argentyny. Springboks zaś zdominowali Australijczyków w młynie, szarżach i przegrupowaniach, zasłużenie wygrywając po raz pierwszy w Brisbane, osiągając jednocześnie rekordowe wyjazdowe zwycięstwo nad tym przeciwnikiem – ponad dwukrotnie większą różnicą punktów niż czterdzieści lat wcześniej.
Duży wpływ na wygrany przez gospodarzy mecz na Eden Park miała żółta kartka, którą w pierwszej połowie otrzymał Bismarck du Plessis – Romain Poite uznał bowiem, iż jego szarża na Danie Carterze była niezgodna z przepisami, pomimo braku potwierdzenia przez sędziego telewizyjnego. Druga żółta kartka dla tego zawodnika – otrzymana już słusznie – na początku drugiej części meczu spowodowała, iż musiał opuścić boisko, pozostawiając południowoafrykański zespół w czternastkę. Już po spotkaniu decyzję za błędną uznali zarówno arbiter, jak i IRB, a czerwona kartka została wymazana z akt zawodnika. W tej samej kolejce pierwsze zwycięstwo pod wodzą Ewena McKenzie odnieśli Australijczycy, a mecz z Argentyną rozegrany w wietrznych, chłodnych i deszczowych warunkach w Perth ściągnął na trybuny niewiele ponad osiemnaście tysięcy osób.
Reprezentanci RPA, wśród których znaleźli się rozgrywający pięćdziesiąty mecz w kadrze Morné Steyn i Jannie du Plessis, łatwo rozprawili się z Wallabies odzyskując Mandela Challenge Plate, dla Australijczyków przyłożenie zdobył zaś debiutujący Chris Feauai-Sautia. Po dominacji Argentyńczyków w pierwszej połowie meczu All Blacks uzyskali inicjatywę w jego drugiej części i w kończącej spotkanie akcji potwierdzili zwycięstwo zdobywając dające bonusowy punkt przyłożenie. Kolejne dwa przyłożenia zdobył Ben Smith, a podobnie jak rok wcześniej widzowie próbowali rozpraszać Aarona Crudena laserowym wskaźnikiem.
Walka o tytuł miała zatem rozstrzygnąć się w ostatniej kolejce – Nowozelandczykom do triumfu prócz zwycięstwa i remisu wystarczał bonusowy punkt za zdobycie czterech przyłożeń lub przegraną maksymalnie siedmioma punktami, Springboks musieli wygrać zaś za pięć punktów nie pozwalając jednocześnie All Blacks na bonusowy punkt. Widzowie na Ellis Park obejrzeli emocjonujący, toczony w szybkim tempie mecz, w którym prowadzenie zmieniało się kilkukrotnie. Bryan Habana, nim zszedł z boiska z powodu kontuzji, dwukrotnie przyłożył piłkę w polu punktowym rywali, Nowozelandczycy jednak utrzymywali dystans i już po syrenie oznajmiającej koniec pierwszej połowy meczu objęli prowadzenie. W 57 minucie Jean de Villiers zdobył czwarte przyłożenie, dające bonusowy punkt reprezentantom RPA, jednak już trzy minuty później Beauden Barrett rozwiał nadzieje Springboks na końcowy sukces czwartym przyłożeniem dla swojego zespołu. Mecz rozstrzygnął następnie kolejnymi pięcioma punktami Kieran Read, All Blacks obronili zatem tytuł, ponownie w całym turnieju nie odnosząc porażki. Czasowo mecz wstrzymała pomyłka menedżera Nowozelandczyków, który do meczowego protokołu jako rezerwowego młynarza wpisał Kevena Mealamu zamiast Dana Colesa, jednak brak takiego scenariusza w regulaminie rozgrywek nie pozwolił arbitrowi spotkania, Nigelowi Owensowi, na wyciągnięcie konsekwencji wobec All Blacks, zaś zdobyte przez Bena Smitha przyłożenie – ósme w tej edycji – ustanowiło rekord turnieju.
Do meczu decydującego o trzeciej lokacie Australijczycy przystępowali z obawą o swoją formę, Argentyńczycy zaś z umiarkowanym optymizmem pokazawszy się z dobrej strony w obu domowych spotkaniach. Prowadzenie Wallabies było jednak przez całe spotkanie niezagrożone, a wśród siedmiu przyłożeń znalazł się hat trick Israela Folau, punkty zdobył też debiutujący w kadrze Bernard Foley. Wysoką porażką i ostatnim miejscem w turnieju pożegnał się zatem z argentyńską reprezentacją Felipe Contepomi.
Prócz wymienionych wcześniej zawodników pięćdziesiąty raz w testmeczu zagrali również Bismarck du Plessis, Owen Franks i Tendai Mtawarira, zaś Conrad Smith i Maʻa Nonu swym pięćdziesiątym pierwszym wspólnym występem pobili rekord irlandzkiej pary środkowych Briana O’Driscolla i Gordona D’Arcy. W listopadzie 2013 roku IRB opublikowała statystyczną analizę turnieju.

## Uczestnicy
| Zespół            | Trener          | Kapitan                                      |
| ----------------- | --------------- | -------------------------------------------- |
| Argentyna         | Santiago Phelan | Juan Martín Fernández Lobbe Felipe Contepomi |
| Australia         | Ewen McKenzie   | James Horwill Will Genia Ben Mowen           |
| Nowa Zelandia     | Steve Hansen    | Richie McCaw Kieran Read                     |
| Południowa Afryka | Heyneke Meyer   | Jean de Villiers                             |

## Mecze
| 17 sierpnia 201320:05 | Australia                                          | 29:47(19:25) | Nowa Zelandia                                                                   | ANZ Stadium, Sydney Widzów: 68 765 Sędzia: Craig Joubert |
| 17 sierpnia 201320:05 | Lealiʻifano 19 (2pd 5K) O’Connor 5 (P) Genia 5 (P) | 29:47(19:25) | Cruden 20 (P 3pd 3K) Barrett 2 (pd) B. Smith 15 (3P) C. Smith 5 (P) McCaw 5 (P) | ANZ Stadium, Sydney Widzów: 68 765 Sędzia: Craig Joubert |
| 17 sierpnia 201320:05 | Whitelock                                          | 29:47(19:25) |                                                                                 | ANZ Stadium, Sydney Widzów: 68 765 Sędzia: Craig Joubert |

| 17 sierpnia 201317:00 | Południowa Afryka | 73:13(26:6) | Argentyna              | FNB Stadium, Johannesburg Widzów: 52 867 Sędzia: Chris Pollock |
| 17 sierpnia 201317:00 | 1 karne przyłożenie Strauss 5 (P) M. Steyn 28 (8pd 4K) B. du Plessis 5 (P) Habana 5 (P) Vermeulen 5 (P) Du Preez 5 (P) De Villiers 5 (P) Engelbrecht 5 (P) Alberts 5 (P) | 73:13(26:6) | Contepomi 13 (P pd 2K) | FNB Stadium, Johannesburg Widzów: 52 867 Sędzia: Chris Pollock |
| 17 sierpnia 201317:00 | Guiñazú · Senatore | 73:13(26:6) |                        | FNB Stadium, Johannesburg Widzów: 52 867 Sędzia: Chris Pollock |

| 24 sierpnia 201319:35 | Nowa Zelandia                                 | 27:16(15:6) | Australia                          | Westpac Stadium, Wellington Widzów: 35 583 Sędzia: Jaco Peyper |
| 24 sierpnia 201319:35 | Taylor 14 (pd 4K) Dagg 3 (K) B. Smith 10 (2P) | 27:16(15:6) | Lealiʻifano 11 (pd 3K) Folau 5 (P) | Westpac Stadium, Wellington Widzów: 35 583 Sędzia: Jaco Peyper |

| 24 sierpnia 201316:10 | Argentyna                                        | 17:22(17:13) | Południowa Afryka                | Estadio Malvinas Argentinas, Mendoza Widzów: 23 944 Sędzia: Steve Walsh |
| 24 sierpnia 201316:10 | Contepomi 7 (2pd K) Leguizamón 5 (P) Bosch 5 (P) | 17:22(17:13) | M. Steyn 17 (pd 5K) Basson 5 (P) | Estadio Malvinas Argentinas, Mendoza Widzów: 23 944 Sędzia: Steve Walsh |

| 7 września 201319:35 | Nowa Zelandia                                                 | 28:13(15:10) | Argentyna                          | Waikato Stadium, Hamilton Widzów: 22 220 Sędzia: Jérôme Garcès |
| 7 września 201319:35 | Carter 10 (2pd 2K) Barrett 3 (K) A. Smith 10 (2P) Savea 5 (P) | 28:13(15:10) | Leguizamón 5 (P) Sánchez 8 (pd 2K) | Waikato Stadium, Hamilton Widzów: 22 220 Sędzia: Jérôme Garcès |
| 7 września 201319:35 | Guiñazú                                                       | 28:13(15:10) |                                    | Waikato Stadium, Hamilton Widzów: 22 220 Sędzia: Jérôme Garcès |

| 7 września 201320:05 | Australia           | 12:38(6:16) | Południowa Afryka                                                                    | Suncorp Stadium, Brisbane Widzów: 43 715 Sędzia: George Clancy |
| 7 września 201320:05 | Lealiʻifano 12 (4K) | 12:38(6:16) | M. Steyn 18 (3pd 4K) Oosthuizen 5 (P) De Villiers 5 (P) Le Roux 5 (P) Kirchner 5 (P) | Suncorp Stadium, Brisbane Widzów: 43 715 Sędzia: George Clancy |
| 7 września 201320:05 | Hooper              | 12:38(6:16) | Alberts                                                                              | Suncorp Stadium, Brisbane Widzów: 43 715 Sędzia: George Clancy |

| 14 września 201319:35 | Nowa Zelandia                                                           | 29:15(17:10) | Południowa Afryka                                  | Eden Park, Auckland Widzów: 47 362 Sędzia: Romain Poite |
| 14 września 201319:35 | Barrett 7 (2pd K) Carter 2 (pd) Retallick 5 (P) Read 10 (2P) Cane 5 (P) | 29:15(17:10) | M. Steyn 5 (pd K) B. du Plessis 5 (P) Lambie 5 (P) | Eden Park, Auckland Widzów: 47 362 Sędzia: Romain Poite |
| 14 września 201319:35 | Nonu · Read                                                             | 29:15(17:10) | B. du Plessis                                      | Eden Park, Auckland Widzów: 47 362 Sędzia: Romain Poite |

| 14 września 201318:05 | Australia                      | 14:13(14:3) | Argentyna                          | Patersons Stadium, Perth Widzów: 18 214 Sędzia: Nigel Owens |
| 14 września 201318:05 | Lealiʻifano 9 (3K) Folau 5 (P) | 14:13(14:3) | Sánchez 8 (pd 2K) Leguizamón 5 (P) | Patersons Stadium, Perth Widzów: 18 214 Sędzia: Nigel Owens |

| 28 września 201317:00 | Południowa Afryka                                               | 28:8(23:3) | Australia                             | DHL Newlands Stadium, Kapsztad Widzów: 48 500 Sędzia: Jérôme Garcès |
| 28 września 201317:00 | M. Steyn 13 (2pd 3K) Strauss 5 (P) Le Roux 5 (P) Kirchner 5 (P) | 28:8(23:3) | Lealiʻifano 3 (K) Feauai-Sautia 5 (P) | DHL Newlands Stadium, Kapsztad Widzów: 48 500 Sędzia: Jérôme Garcès |
| 28 września 201317:00 | F. van der Merwe · Vermeulen                                    | 28:8(23:3) | Hooper · Timani                       | DHL Newlands Stadium, Kapsztad Widzów: 48 500 Sędzia: Jérôme Garcès |

| 29 września 201319:40 | Argentyna                   | 15:33(9:11) | Nowa Zelandia                                                         | Estadio Ciudad de La Plata, La Plata Widzów: 37 500 Sędzia: Jaco Peyper |
| 29 września 201319:40 | Sánchez 12 (4K) Bosch 3 (K) | 15:33(9:11) | Cruden 11 (pd 3K) Barrett 2 (pd) Smith 10 (2P) Savea 5 (P) Cane 5 (P) | Estadio Ciudad de La Plata, La Plata Widzów: 37 500 Sędzia: Jaco Peyper |

| 5 października 201317:00 | Południowa Afryka                                                 | 27:38(15:21) | Nowa Zelandia                                                             | Ellis Park, Johannesburg Widzów: 63 888 Sędzia: Nigel Owens |
| 5 października 201317:00 | M. Steyn 7 (2pd K) Le Roux 5 (P) Habana 10 (2P) De Villiers 5 (P) | 27:38(15:21) | Cruden 6 (3pd) Barrett 12 (P 2pd K) Smith 5 (P) Read 5 (P) Messam 10 (2P) | Ellis Park, Johannesburg Widzów: 63 888 Sędzia: Nigel Owens |
| 5 października 201317:00 | Messam · Franks                                                   | 27:38(15:21) |                                                                           | Ellis Park, Johannesburg Widzów: 63 888 Sędzia: Nigel Owens |

| 5 października 201319:40 | Argentyna                                   | 17:54(10:25) | Australia | Estadio Gigante de Arroyito, Rosario Widzów: 37 500 Sędzia: Wayne Barnes |
| 5 października 201319:40 | Sánchez 7 (2pd K) Bosch 5 (P) Landajo 5 (P) | 17:54(10:25) | Foley 9 (P 2pd) Lealiʻifano 10 (2pd 2K) Cooper 5 (pd K) Ashley-Cooper 5 (P) Robinson 5 (P) Folau 15 (3P) Tomane 5 (P) | Estadio Gigante de Arroyito, Rosario Widzów: 37 500 Sędzia: Wayne Barnes |
| 5 października 201319:40 | Matera                                      | 17:54(10:25) | Slipper · Simmons | Estadio Gigante de Arroyito, Rosario Widzów: 37 500 Sędzia: Wayne Barnes |